# Suez
A Suez (Suez) 1938-ban bemutatott fekete–fehér amerikai történelmi film Allan Dwan rendezésében. Magyarországon 1939. március 22-én mutatták be. 
A film a Szuezi-csatorna építésének eseményeit eleveníti fel. Bár főhősei történelmi személyek, a történet annyira távol van a valóságtól, hogy a film franciaországi bemutatása után Ferdinand Lesseps leszármazottai rágalmazási pert indítottak, de eredménytelenül.

## Cselekménye
Ferdinand de Lesseps, a kairói francia konzul fia Párizsban megismerkedik Eugenia de Montijo spanyol grófnővel. Szerelmi regényüket félbeszakítja Louis-Napoléon köztársasági elnök parancsa, aki Ferdinand Lesseps-t áthelyezi Kairóba. Kairóban a konzulátus őrmesterének unokája, Toni Pellerin beleszeret az arisztokratába. Ferdinand első feladata, hogy a kairói alkirály fiát, Said herceget rábírja a franciabarát politika folytatására. Egy napon a herceggel a Szuezi-szoros felé lovagolva az az ötlete támad, hogy egy itteni csatorna kialakításával a Távol-Keletről Afrika megkerülése nélkül lehetne eljutni Európába. Ötlete támogatására megnyeri az egyiptomi alkirályt, majd Párizsba utazik apjához, hogy a francia kormány támogatását kérjék. Louis-Napóleon először elutasítja a tervet. Az idősebb Lesseps híveivel meg akarja akadályozni, hogy Louis-Napóleon köztársasági elnökből császár legyen, de szándékukat leleplezik. Napóleon ígérete ellenére letartóztatja az idősebb Lessepset és az összeesküvőket, de már hajlandó támogatni az ifjú Lesseps terveit. Ferdinand nem akarja elfogadni Napóleon elnök támogatását. Eugenie azonban bevallja, hogy Napóleon felesége lesz, és rábeszéli Ferdinand-t, hogy kárpótolja magát a szuezi terv megvalósításával.
Évekkel később, amikor már félig elkészült a csatorna, III. Napóleon megvonja támogatását az építkezéstől, mert Anglia ellenzi a tervet. Ferdinand Párizsba megy könyörögni, de Napóleon hajthatatlan. Találkozik Eugenie-vel, akit még mindig szeret, majd a Párizsban nevelkedő Tonival. Ő javasolja, hogy próbáljon Angliában támogatást szerezni a folytatásához. Az angol miniszterelnök elutasítja a kérést, de Benjamin Disraeli ellenzéki vezető megígéri, hogy ha kormányra kerül, támogatni fogja az építkezést. Ferdinand visszatér Egyiptomba. Egy hatalmas számum majdnem az egész addigi munkát tönkreteszi, Ferdinand-t pedig Toni élete feláldozásával menti meg. A kétségbeesett Ferdinand már abbahagyná az építkezést, amikor Angliából hírt kap, hogy Disraeli győzött a választáson és miniszterelnökként első dolga lesz a csatorna megvalósítása. Elkészül a nagy mű, és a Szuezi-csatorna örökre fenntartja Ferdinand Lesseps nevét. 

## Szereplők
- Tyrone Power – Ferdinand de Lesseps
- Loretta Young – Eugenia de Montijo grófnő
- Annabella – Toni Pellerin
- J. Edward Bromberg – Said herceg
- Joseph Schildkraut – Rene De Latour vikomt
- Henry Stephenson – Mathieu de Lesseps gróf
- Sidney Blackmer – Du Brey márki
- Maurice Moskovich – Mohammed Ali
- Sig Rumann – Pellerin őrmester
- Nigel Bruce – Sir Malcolm Cameron
- Miles Mander – Benjamin Disraeli
- George Zucco – miniszterelnök
- Leon Ames – III. Napóleon
- Rafaela Ottiano – Maria De Teba
- Victor Varconi – Victor Hugo
- Georges Renavent – bankelnök
- Frank Reicher – Changarnier tábornok
- Carlos De Valdez – Hatzfeldt gróf
- Jacques Lory – Millet
- Albert Conti – M. Fourier
- Brandon Hurst – Liszt Ferenc
- Marcelle Corday – Mme. Paquineau
- Odette Myrtle – hercegnő
- Egon Brecher – orvos
- Alphonse Martell –St. Arnaud tábornok
- Montague Shaw – Elderly Man
- Leonard Mudie – kampányfőnök